# Umpqua River
Der Umpqua River ist ein Fluss im Douglas County im US-Bundesstaat Oregon. Er entspringt in der Kaskadenkette und mündet in den Pazifischen Ozean.

## Geographie
Der etwa 178 Kilometer lange Umpqua River ist einer der größeren Flüsse an der Küste von Oregon. Der Fluss entwässert ein Netz von Tälern in den Bergen auf der Westseite der Kaskadenkette und hat zwei Quellbäche, den North und den South Umpqua River.
Der North Umpqua River mit seinem kristallklaren Wasser entspringt dem acht Hektar großen, auf 1853 m Höhe gelegenen Maidu Lake in der Mount Thielsen Wilderness, nördlich des Crater Lake. Dem Fluss fließen zahlreiche weitere Bäche, unter anderem aus dem Diamond Lake zu. Der North Umpqua River fließt westwärts entlang der Südseite der Calapooya Mountains durch den Umpqua National Forest. Dabei fließt er über zahlreiche Wasserfälle und Stromschnellen, darunter die 34 Meter hohen Toketee Falls. Am Flusslauf liegen die kleineren Stauseen Lemolo Lake, Toketee Lake und Soda Springs Reservoir. Bei Winchester befindet sich der historische Winchester Dam am Flusslauf.
Der South Umpqua River entspringt in der Rogue-Umpqua-Divide-Wilderness und hat eine höhere Wassertemperatur als der Nordarm, führt im Sommer aber eine geringere Wassermenge. Sein Hauptzufluss ist der Cow Creek.
Die beiden Quellflüsse fließen nordwestlich von Roseburg zum Umpqua River zusammen. Der Fluss fließt anschließend nordwestlich durch die Oregon Coast Range, wobei der Fluss als Grenze zwischen der Central und der Southern Oregon Coast Range gilt. Kurz vor seiner Mündung fließt noch der Smith River zu, bevor er in der Winchester Bay nahe Reedsport in den Pazifik mündet.

## Geschichte
Die Bedeutung des aus der Sprache der Umpqua-Indianer stammenden Wortes Umpqua ist nicht genau geklärt, die bekanntesten Übersetzungen lauten „donnerndes Wasser“ oder „entlang des Wassers“. Eine andere Übersetzung lautet „satt“. Seinen Namen erhielt er 1825 von dem britischen Botaniker David Douglas, als dieser die Region bereiste. Ursprünglich lebten sieben Indianerstämme entlang des Flusses. Ab 1819 jagten Trapper der North West Company nach Bibern entlang des Flusses. 1836 wurde der Handelsposten Fort Umpqua bei Elkton gegründet, das bis 1854 bestand und die erste europäische Ansiedlung südlich des Willamette Valley in Oregon war.

## Umwelt
1984 wurde die Boulder Creek Wilderness, ein Urwaldgebiet am North Umpqua River, als 7729 Hektar große Wilderness Area ausgewiesen. 1988 wurde ein 54 Kilometer langer Abschnitt des North Umpqua Rivers zwischen der Mündung des Rock Creek bis Soda Springs zum Wild and Scenic River mit Erholungsfunktion erklärt.
Am Unterlauf liegt an der Oregon State Route 38 zwischen Reedsport und Elkton der Umpqua State Scenic Corridor, ein 44 Hektar großer State Park, der aus fünf einzelnen Abschnitten besteht und einen alten Bestand an Kalifornischer Lorbeerbäumen und anderen Bäumen am Flussufer schützt. An einem der Abschnitte gibt es einen Picknickplatz am Flussufer.

### Fauna
Im Fluss gibt es eine Vielzahl von Fischarten wie Königslachse, Regenbogenforellen, Cutthroatforellen, Alosa, Schwarzbarsche und Weißer und Grüner Stör.

### Flora
Die Quellbäche des North und South Umpqua Rivers liegen an der dicht bewaldeten Westseite der Kaskadenkette. Während an den Quellbächen des North Umpqua Rivers noch Westamerikanische Hemlocktannen und Douglasien dominieren, ist der Wald um die Quellbäche des South Umpqua River lichter und besteht aus Zucker-Kiefern und Gelbkiefern. In trockenen Sommern führt der Nordarm mehr als 20-mal so viel Wasser wie der Südarm.

## Wirtschaft
Die Region entlang des Flusses war seit Beginn des 20. Jahrhunderts Holzeinschlaggebiet. Die Wälder am Unterlauf wurden seit 1916 vom Bureau of Land Management verwaltet, 1907 wurde in den Wäldern der Oregon Coast Range die Umpqua Forest Reserve gegründet, 1908 erfolgte die Gründung des Umpqua National Forest.
Während es im Unterlauf des Flusses keine Staudämme gibt, gibt es am North Fork acht Staudämme, darunter den 23 m hohen Soda Springs Dam. Die Staudämme wurden zwischen 1947 und 1956 erbaut und dienen zur Stromerzeugung mit 194 Megawatt Leistung.
Die ersten Touristen kamen in den 1920er Jahren zum Diamond Lake. Heute gewinnt der Tourismus entlang des Flusses immer stärkere Bedeutung. Der Umpqua River gilt als eines der besten Angelreviere der USA, in dem durch die Vielzahl an Fischarten ganzjährig geangelt werden kann. An seinem Unterlauf gibt es zahlreiche Bootsrampen für Angler, entlang des Flusses gibt es mehrere Campingplätze. Winchester Bay an der Flussmündung gilt sowohl für Sportfischer wie auch für Hochseeangler als beliebtes Ziel. Auch der North und der South Umpqua River sind beliebte Angelziele, vor allem für Fliegenfischer. Weitere Freizeitaktivitäten sind Rafting, Kajakfahren, Wandern, Mountainbiking oder Reiten. Entlang des North Umpqua Rivers führt der 127 km lange North Umpqua Trail, ein 1996 eröffneter Wanderweg.

### Verkehr
Die U.S. Highways 38 und 138 verlaufen parallel zum Unterlauf des Umpqua Rivers, der U.S. Highway 101 überquert den Fluss nahe der Mündung bei Reedsport. Der Rogue-Umpqua National Scenic Byway führt teilweise entlang des North Umpqua Rivers bis zum Diamond Lake.